# Oddset Hockey Games 2013
Oddset Hockey Games 2013 byl turnaj v rámci série Euro Hockey Tour 2012/2013, který probíhal od 6. do 10. února 2013. Úvodní zápas turnaje mezi ruskou a finskou hokejovou reprezentací proběhl v Ledovém paláci v ruském Petrohradě, ostatní zápasy proběhly v Malmö Areně ve švédském Malmö. Vítězem se stala finská hokejová reprezentace, česká reprezentace obsadila druhé místo.

## Zápasy
| 6. února 2013 16:30 SEČ | Rusko | 4 – 3 SN (0:2, 1:0, 2:1, 0:0 – 1:0) | Finsko | Ledový palác, Petrohrad Návštěvnost: 12 500 |  |

| Report                                                                                       |                                                                                              |          |                                                                     |                                    |
| Vasilij Košečkin                                                                             | Vasilij Košečkin                                                                             | Brankáři | Atte Engren                                                         | Rozhodčí: Martin Fraňo Pavel Hodek |
| Anton Bělov 25' Alexander Pěrežogin 46' Vadim Šipačev 50' rozhodující nájezd Viktor Tichonov | Anton Bělov 25' Alexander Pěrežogin 46' Vadim Šipačev 50' rozhodující nájezd Viktor Tichonov |          | 7' Juhamatti Aaltonen 16' Juhamatti Aaltonen 60' Juhamatti Aaltonen | Rozhodčí: Martin Fraňo Pavel Hodek |
| 22 min                                                                                       | 22 min                                                                                       | Tresty   | 12 min                                                              | Rozhodčí: Martin Fraňo Pavel Hodek |
| 31                                                                                           | 31                                                                                           | Střely   | 30                                                                  | Rozhodčí: Martin Fraňo Pavel Hodek |

| 7. února 2013 19:00 SEČ | Česko | 2 – 0 (0:0, 1:0, 1:0) | Švédsko | Malmö Arena, Malmö Návštěvnost: 5097 |  |

| Report                              |                 |          |                 |                                        |
| Alexander Salák                     | Alexander Salák | Brankáři | Joacim Eriksson | Rozhodčí: Jari Levonen Mikko Kaukokari |
| Michal Vondrka 25' Jiří Novotný 41' |                 |          |                 | Rozhodčí: Jari Levonen Mikko Kaukokari |
| 10 min                              | 10 min          | Tresty   | 2 min           | Rozhodčí: Jari Levonen Mikko Kaukokari |
| 23                                  | 23              | Střely   | 37              | Rozhodčí: Jari Levonen Mikko Kaukokari |

| 9. února 2013 13:30 SEČ | Finsko | 3 – 0 (1:0, 2:0, 0:0) | Česko | Malmö Arena, Malmö Návštěvnost: 1726 |  |

| Report                                                         |              |          |                 |                                       |
| Juha Metsola                                                   | Juha Metsola | Brankáři | Alexander Salák | Rozhodčí: Mikael Nord Mikael Sjöqvist |
| Ville Lajunen 2' Juuso Hietanen 31' Velli-Matti Savinainen 33' |              |          |                 | Rozhodčí: Mikael Nord Mikael Sjöqvist |
| 8 min                                                          | 8 min        | Tresty   | 12 min          | Rozhodčí: Mikael Nord Mikael Sjöqvist |
| 28                                                             | 28           | Střely   | 30              | Rozhodčí: Mikael Nord Mikael Sjöqvist |

| 9. února 2013 17:30 SEČ | Švédsko | 1 – 4 (1:1, 0:2, 0:1) | Rusko | Malmö Arena, Malmö Návštěvnost: 8290 |  |

| Report             |                    |          |                                                                                  |                                        |
| Johan Gustafsson   | Johan Gustafsson   | Brankáři | Vasilij Košečkin                                                                 | Rozhodčí: Jari Levonen Mikko Kaukokari |
| Carl Söderberg 18' | Carl Söderberg 18' |          | 15' Ilja Nikulin 22' Sergej Mozjakin 26' Jevgenij Kuzněcov 47' Dimitrij Kazjonov | Rozhodčí: Jari Levonen Mikko Kaukokari |
| 8 min              | 8 min              | Tresty   | 16 min                                                                           | Rozhodčí: Jari Levonen Mikko Kaukokari |
| 37                 | 37                 | Střely   | 22                                                                               | Rozhodčí: Jari Levonen Mikko Kaukokari |

| 10. února 2013 13:00 SEČ | Rusko | 1 – 2 (0:0, 0:1, 1:1) | Česko | Malmö Arena, Malmö Návštěvnost: 1364 |  |

| Report                |                       |          |                                     |                                              |
| Konstantin Barulin    | Konstantin Barulin    | Brankáři | Jakub Kovář                         | Rozhodčí: Marcus Vinnerborg Morgan Johansson |
| Jevgenij Kuzněcov 53' | Jevgenij Kuzněcov 53' |          | 30' Zbyněk Irgl 50' Václav Nedorost | Rozhodčí: Marcus Vinnerborg Morgan Johansson |
| 10 min                | 10 min                | Tresty   | 6 min                               | Rozhodčí: Marcus Vinnerborg Morgan Johansson |
| 33                    | 33                    | Střely   | 30                                  | Rozhodčí: Marcus Vinnerborg Morgan Johansson |

| 10. února 2013 17:00 SEČ | Švédsko | 2 – 5 (0:0, 1:3, 1:2) | Finsko | Malmö Arena, Malmö Návštěvnost: 7357 |  |

| Report                                 |                                        |          | |                                               |
| Gustaf Wesslau                         | Gustaf Wesslau                         | Brankáři | Atte Engren                                                                                                 | Rozhodčí: Vjačeslav Bulanov Konstantin Olenin |
| Johan Fransson 29' Jonas Andersson 52' | Johan Fransson 29' Jonas Andersson 52' |          | 22' Juha-Pekka Hytönen 24' Mikko Mäenpää 33' Velli-Matti Savinainen 49' Juuso Hietanen 60' Tuomas Kiiskinen | Rozhodčí: Vjačeslav Bulanov Konstantin Olenin |
| 10 min                                 | 10 min                                 | Tresty   | 8 min | Rozhodčí: Vjačeslav Bulanov Konstantin Olenin |
| 42                                     | 42                                     | Střely   | 21 | Rozhodčí: Vjačeslav Bulanov Konstantin Olenin |

## Tabulka
| Poř. | Tým     | Z | V | VP | PP | P | VG | OG | B |
| ---- | ------- | - | - | -- | -- | - | -- | -- | - |
| 1.   | Finsko  | 3 | 2 | 0  | 1  | 0 | 11 | 6  | 7 |
| 2.   | Česko   | 3 | 2 | 0  | 0  | 1 | 4  | 4  | 6 |
| 3.   | Rusko   | 3 | 1 | 1  | 0  | 1 | 9  | 6  | 5 |
| 4.   | Švédsko | 3 | 0 | 0  | 0  | 3 | 3  | 11 | 0 |

## Ocenění

### Nejlepší hráči
Vybráni direktoriátem turnaje.
| Pozice  | Hráč               |
| ------- | ------------------ |
| Brankář | Alexander Salák    |
| Obránce | Ilja Nikulin       |
| Útočník | Juhamatti Aaltonen |

## All-Star-Team
| Pozice  | Hráč               |
| ------- | ------------------ |
| Brankář | Alexander Salák    |
| Obránce | Ville Lajunen      |
| Obránce | Ilja Nikulin       |
| Útočník | Juhamatti Aaltonen |
| Útočník | Sergej Mozjakin    |
| Útočník | Jevgenij Kuzněcov  |